# Детская сексуальность
Де́тская сексуа́льность — аспект сексуального развития человека, в первую очередь затрагивающий сексуальное развитие, стремление и поведение детей в процессе тенденций сексуального развития человечества, также рассматривающий проблемы развития ребёнка как индивидуума среди общества в плане развития сексуальных аспектов его жизни и коммуникации с окружающими.

## Два базовых взгляда
Теории сексуального развития детей могут быть разделены по принадлежности к двум точкам зрения:
1. Та, которая рассматривает сексуальность как следствие биологической природы человека и занимается изучением её проявлений в детском возрасте. Соответственно, поскольку первопричиной является человеческая природа, нормы сексуального развития не различаются для разных стран и культур, и биологические тенденции в развитии сексуальности детей составляют схожую для всех культур модель здорового развития ребёнка. Этот подход используется наиболее часто в медицине и изучении детского сексуального развития.
2. Та, которая рассматривает сексуальность как следствие влияния большого общества (средств массовой информации, результатов общения со сверстниками и т. д.). Сторонники этой точки зрения часто употребляют термины норма (культурно соответствующее поведение) и не норма (культурно несоответствующее поведение).[1]

## Исследования

### Зигмунд Фрейд
Впервые детская сексуальность была описана Зигмундом Фрейдом в работе «Три очерка по теории сексуальности» (1905 год), где он очертил контур теории психосексуального развития человека. Согласно Фрейду, ребёнок проходит пять стадий психосексуального развития:
1. Оральная фаза (0 — 1,5 года) — первая стадия детской сексуальности, в которой рот ребёнка выступает в качестве первичного источника удовлетворения в процессе сосания и глотания.
2. Анальная фаза (1,5 — 3,5 года) — вторая стадия детской сексуальности, где ребёнок учится контролировать свои акты дефекации, испытывая при этом удовлетворение от осуществления контроля над своим телом. В этот период ребёнок приучается к чистоплотности и пользованию туалетом, умению сдерживать позывы к испражнениям. Возникновение проблем в отношении между ребёнком и родителями (когда например, ребёнок из принципа отказывается какать в горшок, а затем какает в штаны, испытывая удовлетворение из-за того, что он «насолил» маме) могут привести к развитию у ребёнка так называемого «анального характера», который проявляется в жадности, педантичности и перфекционизме.
3. Фаллическая фаза (3,5 — 6 лет) — третья стадия детской сексуальности. На этой стадии ребёнок начинает изучать своё тело, рассматривать и трогать свои половые органы; у него возникает интерес к родителю противоположного пола, идентификация с родителем своего пола и прививание определённой половой роли. При проблемном прохождении стадии у ребёнка может развиться эдипов комплекс, что во взрослой жизни может привести к идентификации себя с другим полом или проблемам во взаимоотношениях с партнёрами.
4. Латентная фаза (6 — 12 лет) — четвёртая стадия детской сексуальности, характеризующаяся снижением полового интереса. Будучи оторванной от сексуальной цели, энергия либидо переносится на освоение общечеловеческого опыта, закреплённого в науке и культуре, а также на установление дружеских отношений со сверстниками и взрослыми за пределами семейного окружения.
5. Генитальная фаза — пятая стадия, заключительный этап психосексуальной концепции Фрейда. Характеризуется тем, что на этом этапе формируются зрелые сексуальные отношения. Достигается в подростковом возрасте.

### Альфред Кинси
Альфред Кинси (1894—1956), чьими основными работами были Отчёты Кинси (1948 и 1953), размещал ресурсы, чтобы сделать первые большие обзоры сексуального поведения. Работы Кинси фокусируются на взрослых, но он также изучал детей и развивал первые статистические сообщения детской мастурбации (30—34 таблицы в работе о мужской сексуальности).
Критики заявили, что некоторые из данных в сообщениях не могли быть получены без наблюдения или участия в совращении детей или через сотрудничество с совратителями детей. Сам же Кинси никогда не признавал этого, ссылаясь на то, что опрашивал взрослых о своём детстве либо детей в присутствии родителей. Шведский исследователь IngBeth Larsson написал в 2000 заметки, в которых сказано:

Это вполне привычно для источников всё ещё цитировать Альфреда КинсиОригинальный текст (англ.)It is quite common for references still to cite Alfred Kinsey
— Ларсон
ввиду малочисленности последующих существенных изучений сексуального поведения детей.
Многие из выводов Кинси, хотя и были весьма радикальными для своего времени, сегодня являются общепринятыми. «Отчёты Кинси» продолжают часто цитироваться и, несмотря на критику, считаются важным источником оригинального исследовательского материала.